# Xya pseudomuta
Xya pseudomuta är en insektsart som beskrevs av Baehr 1988. Xya pseudomuta ingår i släktet Xya och familjen Tridactylidae. Inga underarter finns listade i Catalogue of Life.